# خوسيه رودريغيز (دراج)
خوسيه رودريغيز (بالإسبانية: José Luis Rodríguez García)‏ هو دراج إسباني، ولد في 30 أبريل 1966 في مدريد في إسبانيا.

## وصلات خارجية
- خوسيه رودريغيز على موقع أرشيف الدراجات (الإنجليزية)
- خوسيه رودريغيز على موقع إحصائيات الدراجات الإحترافية (الإنجليزية)
- خوسيه رودريغيز على موقع CycleBase (الإنجليزية)
- خوسيه رودريغيز على موقع أوليمبيديا (الإنجليزية)